# Metabelbella inaequipes
Metabelbella inaequipes är en kvalsterart som först beskrevs av Banks 1947.  Metabelbella inaequipes ingår i släktet Metabelbella och familjen Damaeidae. Inga underarter finns listade i Catalogue of Life.